# Eelco Uri
Eelco Uri, född 5 december 1973 i Rhenen, är en nederländsk vattenpolospelare.
Uri deltog i den olympiska vattenpoloturneringen vid olympiska sommarspelen 1996 i Atlanta där Nederländerna slutade på tionde plats och dessutom i den olympiska vattenpoloturneringen vid olympiska sommarspelen 2000 i Sydney där Nederländerna slutade på elfte plats.